# جوي رويل
جوي رويل (بالإنجليزية: Joe Royle)‏ مواليد 8 أبريل 1949 في ليفربول، لانكشر، إنجلترا، هو لاعب كرة قدم إنجليزي. يلعب كمهاجم. مثّل منتخب إنجلترا لكرة القدم.

## المسيرة الاحترافية

### أندية لعب لها
- نادي إيفرتون
- مانشستر سيتي
- نادي بريستول سيتي
- نورويتش سيتي

## روابط خارجية
- جوي رويل على موقع قاعدة بيانات كرة القدم.إي يو (الإنجليزية)
- جوي رويل على موقع ناشيونال فوتبول تيمز (الإنجليزية)
- جوي رويل على موقع Soccerbase.com (لاعب) (الإنجليزية)
- جوي رويل على موقع Soccerbase.com (مدرب) (الإنجليزية)